# Consell Nacional de Beth-Nahrin
Consell Nacional de Beth-Nahrain (Mawtbo Umthoyo d'Bethnahrin o MUB) és el nom adoptat per l'antic Partit de la Llibertat de Beth-Nahrain després del 29 de desembre de 2005 al congrés celebrat a Södertälje (Suècia). És una organització política que actua a l'Iraq, Turquia i Síria i sobretot a Europa. Beth-Nahrain vol dir "Terra dels Dos Rius".
Havia estat aliat al Partit dels Treballadors del Kurdistan (PKK) i aquest canvi de nom marcava el definitiu trencament. Alguns membres de l'organització partidaris de mantenir l'aliança, van romandre a l'entorn del PKK.